# Hotel California (노래)
"Hotel California"는 이글스의 동명의 음반 Hotel California의 타이틀 곡으로 1977년 2월 싱글로 발매되었다. 돈 헨리와 글렌 프레이, 돈 펠더가 작사하였다. 이글스의 원곡에는 돈 헨리의 리드 보컬과 돈 펠더, 조 월시의 전자기타 합주로 구성되어 있다. 1977년 5월 중 한 주 간 빌보트 차트 1위를 차지하였다. 싱글 발매 3개월 후 백만장 이상이 판매되어 RIAA로부터 Gold 인증을 받았다. 이글스는 이 곡으로 1978년, 1977 그래미 최우수상을 수상하였다. 1994년 Hell Freezes Over 공연에서는 어쿠스틱 기타를 사용하여 공연하였다.

## 세션 구성
- 돈 헨리: 리드 보컬, 드럼
- 글렌 프레이: 6현 어쿠스틱 기타, 키보드, 백 보컬
- 돈 펠더: 12현 전기 기타, 키보드, 백 보컬
- 조 월시: 리드 기타, 전기 리듬 기타
- 랜디 마이즈너: 베이스 기타, 백 보컬

## 가사지 절도 혐의
2022년 7월 13일, 희귀 서적 딜러 글렌 호로비츠와 록 기념품 전문가 크레이그 인시아르디, 에드워드 코신스키가 헨리의 자필 가사가 담긴 노래 'Hotel California'와 같은 앨범의 다른 두 곡을 판매하기로 공모한 혐의로 기소되었다. 맨해튼 지방 검찰청은 이 가사지가 경매에서 100만 달러 이상의 가치가 있을 수 있다고 주장하였다. 세 사람은 무죄를 주장하며 재판을 기다리는 동안 보석금 없이 석방되었다. 이글스의 매니저 어빙 아조프는 이 사건이 도난품의 음악 기념품 판매에 대한 진실을 폭로한 것이라고 비판하였다. 헨리는 자신이 가사지를 넘긴 적이 없으며 작가 에드 샌더스에게 가사지에 대한 접근 권한을 부여하였다고 증언하였다. 호로비츠, 인시아르디, 코신스키에 대한 형사 소송은 2024년 3월 변호인의 주장을 뒷받침하는 이메일이 새로 공개되면서 재판 도중에 기각되었다. 